# Nematodirella alcides
Nematodirella alcides är en rundmaskart. Nematodirella alcides ingår i släktet Nematodirella, och familjen Trichostrongylidae. Arten är reproducerande i Sverige.